# 체르노빌의 목소리
《체르노빌의 목소리》(러시아어: Чернобыльская молитва)는 저널리스트 스베틀라나 알렉시예비치가 1997년 펴낸 책으로, 체르노빌 원자력 발전소 사고의 피해자들을 인터뷰한 내용을 실은 책이다. 알렉시예비치는 이 책을 위해 10여 년에 걸쳐 100여 명의 사람들을 인터뷰했다. 2006년 전미 도서 비평가 협회상을 수상했다.